# Kevin Schmidt
Kevin Schmidt (ur. 20 kwietnia 1988 w Gießen) – niemiecki piłkarz ręczny, reprezentant kraju grający na pozycji lewoskrzydłowego. Obecnie występuje w Bundeslidze, w drużynie HSG Wetzlar.